# Universidad La Gran Colombia
La Universidad La Gran Colombia (UGC)  es una universidad privada colombiana con sedes en Bogotá y Armenia. La Universidad la Gran Colombia se constituyó el 15 de noviembre de 1950,  comenzó su funcionamiento formativo en febrero de 1951, y recibió su personería jurídica el 24 de mayo de 1953,con el carácter jurídico de corporación privada sin ánimo de lucro. El Gobierno le concedió personería jurídica mediante la resolución N. 47 del 25 de septiembre de 1953 del Ministerio de Justicia.
Su sede principal se encuentra en La Candelaria (Bogotá).La Universidad también hace presencia en la ciudad de Armenia, donde funcionan sus facultades de pregrado y postgrado. El estimado total de alumnos de la universidad, en conjunto con sus múltiples sedes supera los 23.000 estudiantes.
Universidad La Gran Colombia es parte de la membresía de la Conferencia Interamericana de Seguridad Social, organismo internacional técnico y especializado, que tiene el objetivo de fomentar el desarrollo de la protección y seguridad social en América. 

## Historia
La Universidad La Gran Colombia, se fundó el 15 de noviembre de 1950 y comenzó su proceso formativo en febrero de 1951, como solución a la necesidad de los bachilleres trabajadores de cursar estudios superiores en la jornada nocturna. Su fundador Julio César García Valencia inició las labores como una institución de bachillerato nocturno, que posteriormente se convirtió en "Difusiones Pedagógicas en la Universidad La Gran Colombia S.A.". 
A partir de allí surgió la idea de crear la Universidad La Gran Colombia, mediante acta firmada en Santafé de Bogotá, el 24 de mayo de 1953 con otros de sus colegas, quienes se consagraron también como fundadores, suscribiendo así mismo un aporte nominal de mil pesos ($1.000.00) y comprometiéndose a dictar las clases gratuitamente, acorde con su capacidad, para dar inicio a sus labores académicas con las facultades de Arquitectura y Derecho. La novedad en su creación como Universidad, radicó en el hecho de ser nocturna, siendo así exclusiva en ese entonces en la prestación de este servicio a la comunidad en el país.
En su orden fueron surgiendo, las facultades de Ingeniería Civil, Economía y Contaduría. Adicional a su creación y como complemento de su preocupación e interés por la juventud, en 1961 la Universidad La Gran Colombia abrió el Liceo Julio César García, con aprobación del Ministerio de Educación Nacional para el desempeño de sus labores en jornada diurna y nocturna, como institución de enseñanza media con objetivos similares a los de la universidad, es decir, ofrecer a jóvenes con buenas capacidades intelectuales, pero de escasos recursos, la posibilidad de acceder a la educación.
La Universidad La Gran Colombia Armenia, fue creada en 1971 como una entidad de educación superior de carácter privado y sin ánimo de lucro. A través de sus programas de educación, investigación y extensión, se auspicia una labor en los educandos de amor por la ciencia al servicio de todos y la preservación de nuestro patrimonio histórico, espiritual y cultural.
Le fue concedida la Personería Jurídica mediante Resolución n.º 47 del 25 de septiembre de 1953 emanada del Ministerio de Justicia. Tiene reconocimiento institucional del Ministerio de Educación Nacional, en Decreto No.1297 de mayo de 1964. En 1973 recibió la Cruz de Boyacá como reconocimiento a sus servicios. En 1999 recibió la Orden al Mérito Policarpa Salavarrieta, en grado de Gran Cruz, otorgada por la Asamblea Departamental de Cundinamarca. En 1999 la universidad fue exaltada con la Orden del Congreso de la República de Colombia, otorgada por el parlamento colombiano.
Hoy en día la universidad cuenta con las facultades de Derecho, Arquitectura, Ingeniería, Contaduría, Economía, Ciencias de la educación: que comprenden las Idiomas: español - Inglés, lingüística, literatura, matemáticas y física, ciencias sociales con énfasis en gestión del desarrollo. También dicta postgrados en Derecho de familia, Público y de Casación Penal.
La Universidad inciará operación en su nueva sede de  Medellín en enero de 2021. En 2019 abrió tres nuevos programas, la Licenciatura en educación infantil,   Comunicación Social y Periodismo; y  Gobierno y Relaciones Internacionales para las sedes de Bogotá y Armenia. Y el periódico Nueva Civilización.

## Sedes

### Bogotá
Tiene 2 sedes una en La Candelaria que es la sede principal de la Universidad donde funcionan las facultades de Derecho, Ciencias de la Educación, Ciencias Económicas y Administrativas, Arquitectura, Contaduría y Postgrados. Cuenta con varios bloques externos en el centro y norte de la ciudad, una seccional de conciliación y un consultorio jurídico especializado, además de una sede para la facultad de ingeniería civil, situada en Chapinero Bogotá. Forma parte también de la institución universitaria el Liceo Julio César García, el cual está ubicado en la carrera 3, creado en virtud del Acuerdo 019 de 1961, y que funciona como institución de educación Básica secundaria y Media.

### Armenia
En 1971, los señores Arlés Ramírez y Ómar Valencia iniciaron la fundación de la Universidad La Gran Colombia en el Quindío, con el objetivo de establecer una facultad de derecho con clases nocturnas. La universidad abrió su sede en la ciudad de Armenia con 300 estudiantes de la Facultad de Derecho y Ciencias Políticas.
Tras tomar esta decisión, se designó a Juan José Jiménez como rector y a Eduardo Kronfly como decano. Los señores Ancízar López López, Jesús Antonio Niño y Emilio Valencia se encargaron de encontrar una sede, la cual se ubicó en la carrera 17.

## Gobierno Universitario

### Programas
- Derecho
- Ingeniería Civil
- Derecho y Ciencias Jurídicas
- Arquitectura
- Ciencias económicas y empresariales
- Ciencias de la educación

La universidad cuenta con 23 programas de pregrado y 27 especializaciones, distribuidas en sus diferentes sedes dentro de la ciudad de Bogotá y en su seccional dentro de la ciudad de Armenia.

### Pregrados
De los 23 programas de pregrado, 12 son de la sede de Bogotá y 11 de la sede de Armenia.
     - Programa de nivel de formación tecnólogo.
     - Programa de nivel de formación técnico.
| Sede Bogotá                | Sede Bogotá            | Sede Bogotá                       | Sede Bogotá                              | Sede Bogotá                          | Sede Bogotá                                                 |
| -------------------------- | ---------------------- | --------------------------------- | ---------------------------------------- | ------------------------------------ | ----------------------------------------------------------- |
| Administración de Empresas | Economía               | Construcciones Arquitectónicas    | Arquitectura                             | Derecho                              | Contaduría Pública                                          |
| Ingeniería Civil           | Licenciatura en inglés | Licenciatura en Ciencias Sociales | Licenciatura en Lingüística y Literatura | Licenciatura en Filosofía e Historia | Licenciatura en Matemáticas y Tecnologías de la Información |

| Sede Armenia                           | Sede Armenia                | Sede Armenia                                | Sede Armenia              | Sede Armenia                      | Sede Armenia                          |
| -------------------------------------- | --------------------------- | ------------------------------------------- | ------------------------- | --------------------------------- | ------------------------------------- |
| Administración de Empresas             | Economía                    | Ingeniería Civil                            | Arquitectura              | Derecho                           | Contaduría Pública                    |
| Técnco Profesional en Aplicaciones Web | Multimedia y Soluciones Web | Técnico Profesional en Animación Multimedia | Ingeniería Agroindustrial | Ingeniería Geográfica y Ambiental | Gobierno y Relaciones Internacionales |

### Postgrados
De los 23 programas de postgrado, 15 son de la sede de Bogotá y 12 de la sede de Armenia y 7 Maestrías.
| Sede Bogotá                               | Sede Bogotá                            | Sede Bogotá                                     | Sede Bogotá                                                         | Sede Bogotá                             | Sede Bogotá                           |
| ----------------------------------------- | -------------------------------------- | ----------------------------------------------- | ------------------------------------------------------------------- | --------------------------------------- | ------------------------------------- |
| Maestría en Derecho                       | Maestría en Economía Social            | Maestría en Educación                           | Maestría en Planeación y Gestión del Hábitat Territorial Sostenible | Especialización en Contratación Estatal | Especialización en Derecho de Familia |
| Especialización en Derecho Administrativo | Especialización en Derecho del Trabajo | Especialización en Gerencia y Mercadeo          | Especialización en Gerencia Financiera                              | Especialización en Gerencia Tributaria  | Especialización en Gerencia           |
|                                           | Especialización en Casación Penal      | Especialización en Derecho Penal y Criminología | Especialización en Pedagogía y Docencia Universitaria               |                                         |                                       |

| Sede Armenia                                                     | Sede Armenia                                                   | Sede Armenia                                    | Sede Armenia                              | Sede Armenia                                          | Sede Armenia                           |
| ---------------------------------------------------------------- | -------------------------------------------------------------- | ----------------------------------------------- | ----------------------------------------- | ----------------------------------------------------- | -------------------------------------- |
| Especialización en Gestión de la calidad y Normalización Técnica | Especialización en Procesos de Transformación de los Alimentos | Especialización en Gerencia Financiera          | Especialización en Gerencia y Mercadeo    | Especialización en Gestión de Proyectos de Desarrollo | Especialización en Gerencia Tributaria |
| Especialización en Derecho Administrativo                        | Especialización en Derecho Laboral                             | Especialización en Derecho Penal y Criminología | Especialización en Derecho Constitucional | Especialización en Derecho Público                    | Especialización en Gerencia            |

### Convenios educativos
La UGC cuenta con más de 21 convenios vigentes con universidades de todo el mundo, y sigue ampliando este número. Esto con el fin de realizar intercambios académicos de pregrado, posgrado y licenciaturas. Los países con instituciones para efectuar estos intercambios internacionales son los siguientes.
| País           | Número de convenios |
| América (15)   | América (15)        |
| -------------- | ------------------- |
| Argentina      | 4                   |
| Bolivia        | 1                   |
| Brasil         | 1                   |
| Chile          | 1                   |
| Estados Unidos | 3                   |
| México         | 4                   |
| Uruguay        | 1                   |
| Asia (1)       |                     |
| India          | 1                   |

| País        | Número de convenios |
| Europa (7)  | Europa (7)          |
| ----------- | ------------------- |
| España      | 4                   |
| Italia      | 1                   |
| Portugal    | 1                   |
| Reino Unido | 1                   |
| Oceanía (1) |                     |
| Australia   | 1                   |

## Símbolos

### Escudo
El escudo de la Universidad La Gran Colombia contiene la figura del libertador Simón Bolívar, teniendo en cuenta que es una universidad bolivariana. Así mismo, un acechillo de lanzas, tomado del escudo que decretó el Congreso de Cúcuta, que desde el imperio romano significa unión y fuerza.
Alrededor de estos dos símbolos se encuentra la frase: “Veritas Liberabit Vos”, que significa la verdad os hará libres, porque como dijo Julio César García: “se busca la conquista de la verdad, no sólo como objeto del entendimiento y medio para resolver nuestros problemas de vida, sino también con le anhelo de ver cumplida en nosotros y en la patria la promesa del evangelio”.
La Universidad representa en la impronta de su escudo la frase del Evangelio: "La verdad os hará libres" "Veritas liberabit vos", la verdad que es a la vez la virtud, el bien, el talante, el estilo, el carácter y la actitud. Con fidelidad a este principio se fundamenta la investigación para la ciencia, la tecnología, el Humanismo y la Ética trasmitida desde la cátedra para la formación integral de los profesionales que necesita Colombia.
El "Haz de espadas" es un legado de la Heráldica romana y del escudo que Decretó el Congreso de Cúcuta el 6 de octubre de 1821 en la Villa del Rosario, como símbolo de unidad y fuerza para la Gran Colombia: "El sueño americano de Simón Bolívar". 
Al centro en representación de las fasces colombianas un hacedillo de lanzas con la segur atravesada (Hacha grande: la segur formaba parte de las fasces que llevaban los lictores romanos delante de los magistrados como signo de su autoridad.), arcos y flechas, atados con cinta tricolor; las lanzas eran atributos de los cónsules romanos; el hacha, símbolo del derecho de la vida o muerte; el arco y las flechas eran atributo de nuestra raza indohispana.

### Himno
Coro
Gran Colombia, por una y diversa
Serás siempre la Universidad.
En tu escudo la voz que nos dice:
Libres sólo os hará la verdad
Estrofas
Aquí credos opuestos se hermanan 
Y las razas son una no más.
Todo busca la luz y la vida,
Todo tiende al amor y a la paz.
Quien pisó tu sagrado recinto
Deslumbrado entrevió el porvenir.
La espiral lleva inscrita en su velo
Tu divisa: ascender es vivir.
Somos todos la Patria que avanza
Una y varia en su inmensa extensión.
Su pasado, su hoy, su destino,
La esperanza de su redención.
Con la fe, con la ciencia y la técnica
Te encaminas al hombre integral.
De Bolívar se nutre tu espíritu
Y es la vida tu meta final.
A la mar tenebrosa te hiciste 
Y en dos leños venciste la mar.
Que los siglos pregonen la hazaña
De quien supo crear y soñar.
Gran Colombia en tu honor alzaremos
Nuestro himno al radiante cenit,
Y en la cruz crecerá tu consigna:
De la idea a la lucha sin fin.

### Rectores
La rectoría fue ocupada por su fundador hasta el 15 de junio de 1959. Cronológicamente la rectoría de la sede principal ha sido desempeñada por las siguientes personas:
- Julio César García Valencia
- Lucio Pabón Núñez
- Jorge Vélez García
- Tito Antonio Huertas
- Mario Franco Ruiz
- Carlos Gómez Zuleta
- Jesús María Arias
- Pedro Antonio Sanabria N.
- José Luis Aramburo
- Roberto Escallón R.
- Jorge Uribe Restrepo
- José Galat
- Eric de Wasseige
- Santiago Castro[12][13]
- Marco Tulio Calderón (Rector actual)[14][15]